# Dubrovo
Dubrovo är en ort i Nordmakedonien. Den ligger i den centrala delen av landet, 80 kilometer sydost om huvudstaden Skopje. Dubrovo ligger 112 meter över havet och antalet invånare är 106.